# Plots with a View
Plots with a View, també coneguda com a Undertaking Betty, és una comèdia britànica del 2002 dirigida per Nick Huran, escrita per Frederick Ponzlov i protagonitzada per Brenda Blethyn i Alfred Molina.

## Argument
La pel·lícula tracta d'una comèdia d'humor negre sobre l'apacible vida en un petit poble on rivalitzen dues funeràries molt especials. En Boris Plotz (Alfred Molina), director de la Funerària Plotz, somniava fa vint anys -quan era un noi tímid- amb dues coses que encara no ha oblidat: el ball i la Betty (Brenda Blethyn). La Betty s'estimava en secret en Boris, però no fou capaç de contradir els desigs del seu pare, així que finalment va casar-se amb el caçafortunes Hugh Rhys Jones (Robert Pugh).
En Boris va renunciar als seus somnis i va responsabilitzar-se del negoci familiar de cerimònies fúnebres. Des d'aleshores les vides de tots dos han romàs inalterades en una plena quotidianitat, fins que la sogra de la Betty mor. És aleshores que en Boris i la Betty es retroben per organitzar el funeral de la dona, i a mesura que parlen dels preparatius, la guspira que va sorgir en la jovenesa torna a encendre's. La cerimònia té lloc a la seva funerària, per a disgust del director de la funerària rival, en Frank Featherbed (Christopher Walken). En Featherbed, un excèntric americà, està decidit a revolucionar el negoci de cerimònies fúnebres a Anglaterra amb la novetat dels funerals "temàtics". En Boris no suporta que l'únic obstacle entre ell i la Betty sigui un matrimoni amb un home que a més de no estimar-la gens li és descaradament infidel amb la Meredith (Naomi Watts).
En una desesperada temptativa per aconseguir la felicitat, la Betty intenta fingir la seva mort amb l'ajut d'en Boris per escapar plegats un cop tots hagin cregut que havia mort de debò. Mentrestant, però, l'excèntric Featherbed està celebrant el seu primer funeral temàtic ambientat en la sèrie de Star Trek, i sorprèn tots els familiars del difunt. Durant la cerimònia, l'ajudant d'en Featherbed, en Delbert (Lee Evans), que no sembla tenir gaires neurones, maneja els efectes especials per donar un toc més realista al galàctic velatori.